# Papp Gyula (orvos)
Papp Gyula (Szigetvár, 1937. augusztus 29. –) Széchenyi-díjas magyar orvos, kardiológus, farmakológus, egyetemi tanár, a Magyar Tudományos Akadémia rendes tagja. 1991 és 2000 között a Szent-Györgyi Albert Orvostudományi Egyetem tudományos rektorhelyettese.

## Életpályája
1955-ben érettségizett, majd felvették a Pécsi Orvostudományi Egyetemre, ahol 1961-ben szerzett Sub auspiciis Rei Publicae Popularis orvosi diplomát.
Még diplomájának megszerzése előtt a POTE Gyógyszertani Intézetéhez került központi egyetemi gyakornoki, később egyetemi tanársegédi beosztásban. 1968-ban átment a Szegedi Orvostudományi Egyetem (később: Szent-Györgyi Albert Orvostudományi Egyetem) Gyógyszertani (ma: Farmakológiai és Farmakoterápiai) Intézetébe. 1970-ben adjunktus, később docens lett. Egyetemi tanári kinevezését 1979-ben vette át. 1991-ben az intézet és a mellette működő tanszék vezetője lett. 2001-ben az MTA és a Szent-Györgyi Albert Orvostudományi Egyetem Keringésfarmakológiai Kutatócsoportjának vezetőjévé nevezték ki, 2006-ig vezette a csoportot. 2007-ben elnyerte a professor emeritus címet, és kutatóprofesszori megbízást kapott a szegedi Keringésfarmakológiai Kutatócsoportban. 1988 és 2000 között az egyetem tudományos bizottsága elnöke, ill. 1991 és 2000 között tudományos rektorhelyettese volt. 2000 és 2006 között a Szegedi Tudományegyetem habilitációs bizottságának elnöki tisztét látta el.
Számos külföldi intézmény vendégkutatója, vendégprofesszora volt: Leningrádi Akadémia Gyógyszertani Intézete (1964), berlini Akadémiai Keringéskutató Intézet (1965), Oxfordi Egyetem Gyógyszertani Intézete (1968–1969; 1971; 1981), Párizsi Egyetem (1990-1991). Oxfordban mentora az antiaritmiás gyógyszerek klasszifikációjáról ismert E. M. Vaughan Willams volt. Számos hazai és nemzetközi tudományos folyóirat szerkesztőbizottságának tagjaként is dolgozik ill. dolgozott, többek között a European Journal of Cardiology, Cardiovascular Drugs and Therapy, Cardiologia Hungarica, Cor et Vasa, Journal of Clinical and Basic Cardiology, Journal of Cardiovascular Pharmacology and Therapeutics és a Heart-Drug.
1968-ban védte meg az orvostudományok kandidátusi, 1982-ben doktori értekezését. 1973-ban az MTA Gyógyszerkutatási Bizottsága tagjává, 1993-ban a Magyar Tudományos Akadémia levelező, 1998-ban pedig rendes tagjává választották. 1996-ban az MTA I. Számú Doktori Bizottság elnöke és az Elméleti Orvostudományi Bizottság tagja lett, emellett 1999 és 2006 között a Szegedi Akadémiai Bizottság alelnökeként is dolgozott. A Román Orvostudományi Akadémia is felvette tagjai sorába.
1976-ban a Magyar Kardiológiai Társaság vezetőségi tagjává, 1992-ben elnökévé választották (utóbbi tisztségét három évig töltötte be). 1998-ban a tudományos társaság tiszteletbeli elnöke lett. 1982-ben a Magyar Farmakológiai Társaság vezetőségébe került be, itt 1999 és 2001 között töltötte be az elnöki pozíciót. Ezen kívül a Brit és a Német Farmakológiai Társaság tagja, az Európai Kardiológiai Társaság alelnöke (1992–1994), az oslói Nemzetközi Szívterápiás Kutatóintézet tudományos tanácsadója volt. A Kardiológiai Világszövetség főtitkáraként is dolgozott 1999 és 2003 között. Tiszteletbeli tagja a Cseh, Görög, Horvát, Olasz, Román, Szlovák és Szlovén Kardiológiai Társaságnak. Tagja a Királyi Orvostudományi Társaságnak (Royal Society of Medicine, London; Fellow 1996 óta) és a Spanyol Kardiológiai Társaságnak.
1998-ban az Egészségügyi Minisztérium klinikai farmakológiai, kábítószer- és gyógyszerfüggőségi bizottságának elnöke lett, emellett az Egészségügyi Tudományos Tanács elnökségi tagjaként is tevékenykedett. Ugyanezen Tanács Klinikai Farmakológiai-Etikai Bizottságának elnöki tisztét 1996 és 2006 között látta el. 2003 és 2006 között a Kossuth- és Széchenyi-díj Bizottság tagja volt.

## Munkássága
Kutatási területei a szív- és érrendszer gyógyszertana, a szív ritmuszavarait előidéző és gátló természetes és szintetikus anyagok hatásmechanizmusa, új vegyületek keringésfarmakológiai hatása és kémiai szerkezete közötti összefüggések.
A szív elektromos működésének fejlődésmenetében az emberre jellemző sajátosságokat fedezett fel és feltérképezte a fejlődő szív gyógyszerérzékenységének kialakulását. Jelentősen hozzájárult a szívelégtelenség új típusú gyógyszereinek („kalcium érzékenyítők”) kifejlesztéséhez. Alapvető megállapításokat tett a humán magzati és az öregedő szív idegrendszeri szabályozását illetően, ezek endogén és exogén anyagok iránti reaktivitására vonatkozólag.

## Családja
1963-ban nősült, felesége Németh Ilona orvos, egyetemi tanár. Házasságukból két leánygyermekük született: Papp Andrea szemész szakorvos és Papp Eszter gyermekgyógyász-neonatológus szakorvos.

## Díjai, elismerései
- Szent-Györgyi Albert-díj (1994)[1]
- Finn Köztársasági Fehér Rózsa Rend (1995)
- Issekutz-díj (1996)
- A Magyar Köztársasági Érdemrend tisztikeresztje (1996)[1]
- Széchenyi-díj (1999)[1]
- Batthyány-Strattmann László-díj (2003)[1]
- Einthoven Érdemérem (2008)
- Hippocrates-díj (2009)
- Gábor György-díj (2011)
- A Magyar Érdemrend középkeresztje (2012)

## Főbb publikációi
társszerzőkkel
- Experimental Cardiac Arrhythmias and Antiarrhythmic Drugs (1971)
- Drugs and Heart Meabolism (1973)
- Pharmacology of the Heart (1976)
- Pharmacological Control of Heart and Circulation (1980)
- Pharmacological Protection of the Myocardium (1986)
- Cardiovascular Pharmacology (1987)
- Pharmacology of Smooth Muscle (1994)
- Impending Global Pandemic of Cardiovascular Diseases (2002)
- Klinikai szív-elektrofiziológia és aritmológia (1999 és 2009)